# Hudson Big Six
Der Hudson Big Six bezeichnet eine Serie von Sechszylinder-Automobilen, die die Hudson Motor Car Co. in Detroit im Modelljahr 1935 fertigte. Dies war das erste Sechszylindermodell nach Einstellung des Greater Hudson 1930 und zugleich das „Einsteigermodell“ dieses Jahres.
Sein Fahrgestell hatte einen Radstand von 2.946 mm. Das Modell GH hatte einen Reihensechszylindermotor mit seitlich stehenden Ventilen mit 3.474 cm³ Hubraum (Bohrung × Hub = 76,2 mm × 127 mm) und einer Leistung von 93 bhp (68,4 kW) bei 3.800/min. Über eine Einscheiben-Ölbadkupplung wurde die Motorkraft an ein Dreiganggetriebe (mit Mittelschaltung) und dann an die Hinterräder weitergeleitet. Die mechanischen Bremsen wirkten auf alle vier Räder. Automatische Kupplung oder halbautomatisches Vorwahlgetriebe waren als Sonderausstattung verfügbar.
Es gab unterschiedlichste Aufbauten, meistens mit 2 Türen. Aber auch eine 4-türige Limousine war verfügbar.
1936 ersetzte der Hudson Custom Six dieses Modell.